# 최광희 (배구인)
최광희(崔光姬 · 1974년 4월 7일 ~ )는 경기도 출신의 대한민국의 전 여자 배구 선수로서, 전 한일합섬 배구단 및 대전 KT&G 아리엘즈 소속의 선수였다. 포지션은 레프트이며, 키는 174cm, 스파이크 높이는 304cm, 블로킹 높이는 289cm이다. 초등학교 5학년 때 처음 배구를 시작했으며, 1995년부터 2005년까지 국가대표 여자 배구 선수로 맹활약했다. 1993년 한일합섬에 입단하여 1998년까지 활약하고, 경영난으로 한일합섬 배구단이 해체된 후에는 담배인삼공사로 이적하여 그 당시 약체급이었던 담배인삼공사의 전력이 보강되었다. 이적한 1998년부터 2007년에 은퇴할 때까지 대전 KT&G 아리엘즈에서 몸담았고, 2005년 KT&G의 프로 원년 우승으로 데뷔 이후 처음으로 우승을 맛보았다. 한일전산여자고등학교와 경희대학교 및 동 대학원을 졸업했으며, 경희대학교에서 박사 과정을 이수하고 있다. 현재는 대한배구협회 여자부 전력분석관과 2008년 1월에 창단한 화성시청 남자 배구단의 코치로 활동하고 있고, 여자 배구 국가대표팀의 전력 분석관으로써 베이징 올림픽 및 런던 올림픽 예선전, AVC컵, 2014년 아시안 게임 등에 참여 중이다. 2016년 친정팀 대전 KGC인삼공사의 코치로 돌아왔다.

## 주요 국가대표 출전 경력
- 월드그랑프리 배구대회 : 1995년, 1996년, 1999년, 2000년, 2003년, 2004년, 2005년
- 월드컵 배구대회 : 1995년, 1999년, 2003년
- 올림픽 : 1996년 하계 올림픽, 2000년 하계 올림픽, 2004년 하계 올림픽
- 세계배구선수권대회 : 2002년
- 아시안 게임 : 2002년 아시안 게임
- 아시아배구선수권대회 : 1995년, 1997년, 1999년, 2003년
- 월드그랜드챔피언쉽 : 2001년, 2005년

## 주요 수상 경력

### 소속팀
한국담배인삼공사/KT&G/KT&G 아리엘즈
- V-리그: 2005

### 개인
- 2003년 아시아 여자배구 선수권 대회 득점상
- 2005년 2005 V리그 올스타전MVP, 챔피언결정전 MVP, 인기상